# Erica bolusiae
Erica bolusiae är en ljungväxtart som beskrevs av Salter. Erica bolusiae ingår i släktet klockljungssläktet, och familjen ljungväxter. Utöver nominatformen finns också underarten E. b. cyathiformis.

## Bildgalleri

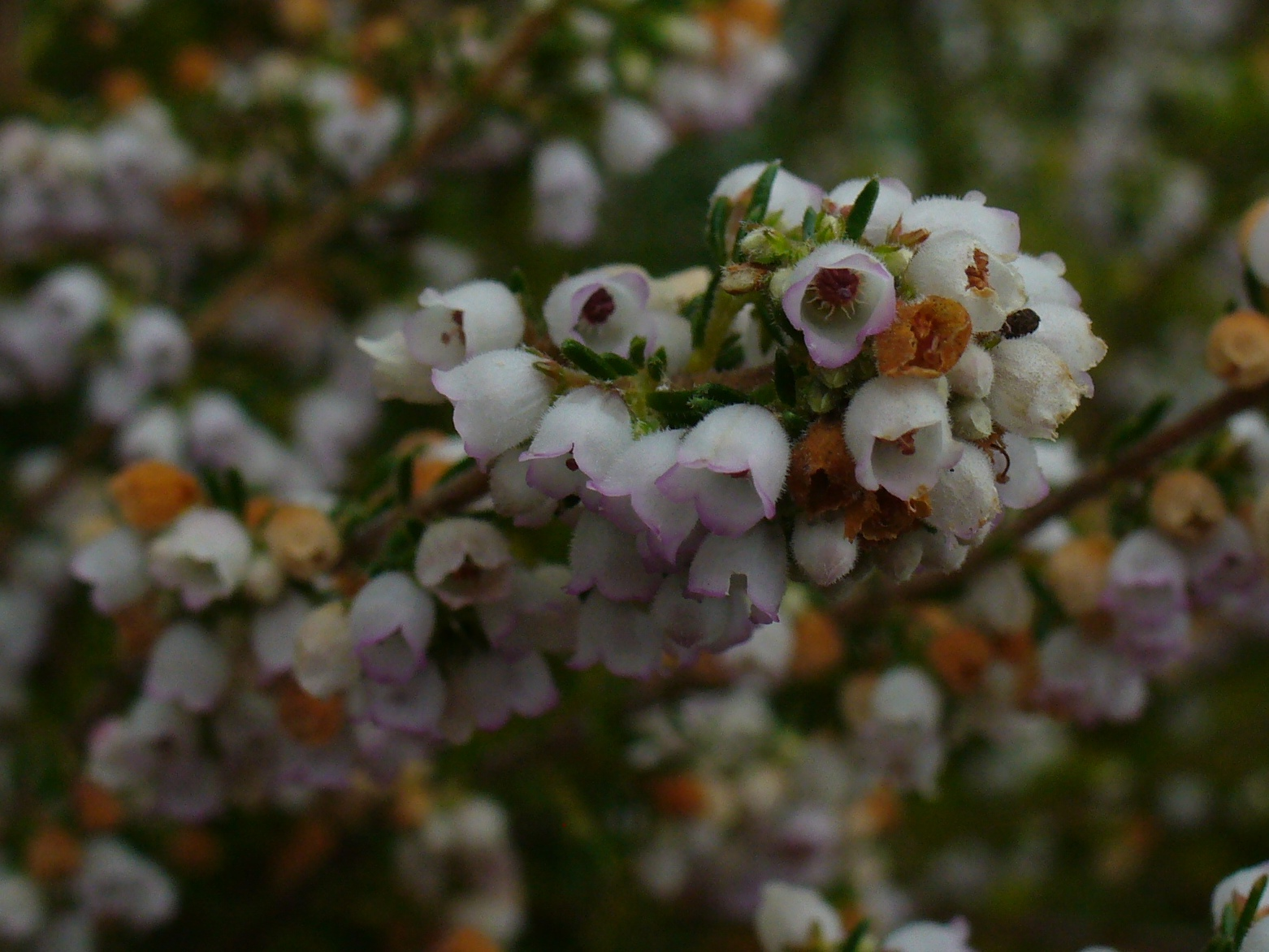